# Болгарский республиканский референдум (1946)
Референдум по установлению народной республики в Болгарии проводился 8 сентября 1946 года. За переход к парламентской республике проголосовало 95,6 % избирателей при явке 91,7 %. В соответствии с результатами Болгария стала республикой, и на следующий год была принята республиканская конституция (известная как Димитровская конституция).
15 сентября 1946 года Болгария стала народной республикой, официально положив конец Третьему Болгарскому царству. На следующий день де-юре глава государства царь Симеон II и его мать, царица Джованна были вынуждены покинуть страну, хотя изначально последняя намеревалась покинуть страну после 1 февраля 1945 года, когда был казнён князь Преславский Кирилл.

## Результаты
| Выбор                              | Голоса    | %    |
| ---------------------------------- | --------- | ---- |
| За                                 | 3 833 183 | 95,6 |
| Против                             | 175 231   | 4,4  |
| Недействительных/пустых бюллетеней | 124 507   | –    |
| Всего                              | 4 132 921 | 100  |
| Источник: Nohlen & Stöver, 2010    |           |      |